# James Macklin Hyman
James Macklin "Mac" Hyman (1950) é um matemático estadunidense, atualmente professor da Universidade Tulane, onde graduou-se. Obteve em 1976 um PhD no Instituto Courant de Ciências Matemáticas, orientado por Peter Lax, com a tese The method of lines solution of partial differential equations.
Hyman foi presidente da Society for Industrial and Applied Mathematics (SIAM) em 2003–2005.